# Oenothera mexicana
Oenothera mexicana är en dunörtsväxtart som beskrevs av Édouard Spach. Oenothera mexicana ingår i släktet nattljussläktet, och familjen dunörtsväxter. Inga underarter finns listade i Catalogue of Life.